# Национальная школа электричества и механики Нанси
École nationale supérieure d'électricité et de mécanique de Nancy (ENSEM) — французский государственный инженерный колледж, созданный в 1900 году.
Школа предлагает степень в области энергетической инженерии, которая предлагает выбор между тремя специализациями на втором и третьем курсе, каждая из которых прикреплена к факультету:
- Энергетика систем: механический факультет;
- Электрическая энергия: электротехнический факультет;
- Система, информация, энергия: факультет инженерии автоматизированных систем.[3]

Расположенный в Нанси, ENSEM является членом Национального политехнического института Лотарингии, а также Университета Лотарингии.

## Знаменитые выпускники
- Ари Абрамович Штернфельд, учёный, один из пионеров современной космонавтики